# Штрумпфови: Скривено село
Штрумпфови: Скривено село (енгл. Smurfs: The Lost Village) је амерички рачунарки-анимирани фантастички-хумористички филм из 2017. године базиран на серији стриповима Штрумпфови Пјера, издавачких кућа Columbia Pictures, Sony Pictures Animation и The Kerner Entertainment Company и дистрибутера Sony Pictures Releasing. Представља рибут Sony игране/анимиране хибрид филмова, режисер филма је Кели Есбери из сценарија Стејси Харман и Памеле Рајбон, док гласове позајмљују Деми Ловато, Рејн Вилсон, Џо Манганјело, Меди Патинкин, Џек Макбројер, Дени Пуди, Мишел Родригез, Ели Кемпер, Аријел Винтер, Меган Трејнор и Џулија Робертс. У филму, мистериозна мапа наводи Штрумпфету, Кефала, Трапу и Грубера да пронађу скривено село пре Гаргамела. У филму су представљени женски Штрумпфови, који су се појавили у франшизи наредне године.
Премијера филма Штрумпфови: Скривено село била је 2. априла 2017. године, док је са приказивањем у биоскопима почело 7. априла 2017. године са помешаним коментарима критичара и зарадио је преко 197 милиона долара широм света, док буџет филма износи 60 милиона долара. Филм је посвећен Џонатану Винтерсу, који је давао глас Великом Штрупфу у оригиналној серији који је преминуо 2013. године и Антону Јелчину, који је давао глас Трапи, који је преминуо у несрећи у ауту Jeep.
У Србији је премијера филма била 30. марта 2017. године, синхронизован на српски језик. Дистрибуцију ради Con Film, а синхронизацију Ливада Београд.

## Радња
Штрумпфета ће се уз помоћ тајанствене карте и у пратњи својих најбољих пријатеља (Кефала, Трапе и Грубера) упустити у узбудљиву авантуру кроз Забрањену шуму испуњену магичним створењима како би пронашла мистериозно скривено село прије него што то учини злочести чаробњак Гаргамел. Упустивши се на ово невероватно путовање испуњено узбуђењима и опасностима, наши јунаци ускоро ће открити најштрумпфастичнију тајну у својој историји!